# Antonieto Cabajog
Antonieto D. Cabajog (Cebu City, 10 mei 1956) is een Filipijns rooms-katholieke geestelijke en bisschop van Surigao. 

## Biografie
Antonieto Cabajog werd op 10 mei 1956 geboren in Cebu City. Hij  studeerde van 1973 tot 1981 aan de University of Santo Tomas. Na het afronden van een studie Filosofie in 1977 voltooide hij in 1980 een studie Theologie en een jaar later een studie canoniek recht. Hij werd op 9 april 1981 tot priester gewijd. Nadien was hij de geestelijk directeur van het Onbevlekt Hart van Maria-seminarie in Tagbilaran van 1981 tot 1983. Van 1986 tot 1990 was Cabajog secretaris van de bisschop
Van 1996 tot 1997 was cabajog priester van de St. Augustine-parochie in Panglao in Bohol en van 1997 tot 1999 was hij de priester van de kathedraal van Tagbilaran.
Op 13 januari 1999 werd Cabajog door paus Johannes Paulus II benoemd tot hulpbisschop van het aartsbisdom Cebu. Hij werd op 16 maart 1999 tot bisschop gewijd in de Cathedral of St. Joseph the Worker in Tagbilaran en op 24 juli 2001 werd Cabajog benoemd tot bisshop van het Bisdom Surigao als opvolger van bisschop Miguel Cinches.